# 대진씨티앤티 이존
대진CT&T e-Zone은 대진씨티앤티의 최초의 자동차이자, 전기자동차이다. 세단과 해치백과 밴 3으로 나눈다.

## 경쟁 차종
- 르노 - 트위지
- 대창모터스 - 다니고, 다니고 3
- 마스타전기차 - 미니
- 쉐보레 - 스파크 EV, 볼트 EV
- AD모터스 - 체인지, 코비 2
- 기아자동차 - 레이 EV, 쏘울 EV
- 피아트 - 500e